# Institut Nacional de les Arts Escèniques i de la Música
L'Instituto Nacional de las Artes Escénicas y de la Música (INAEM) és l'organisme autònom comercial del Ministeri de Cultura i Esport —creat mitjançant l'article 87.3 de la Llei 50/1984, de 30 de desembre, de Pressupostos Generals de l'Estat i el Reial decret 565/1985 de 24 d'abril— que s'ocupa d'articular i desenvolupar els programes relacionats amb el teatre, la dansa, la música i el circ.
Té com a objectius promocionar, protegir i difondre aquestes matèries, projectar-les en l'exterior i coordinar la comunicació entre les Comunitats Autònomes sobre aquestes matèries.
L'INAEM desenvolupa la seva labor en dues grans àrees:
- Àrea de creació i promoció directa: reuneix els centres de creació artística, d'exhibició o de caràcter documental i tècnic que depenen del propi INAEM, més un espai per a seminaris i petits congressos: el Palau Castell de Magalia.
- Àrea de suport a entitats públiques i privades, companyies i agrupacions artístiques: es gestiona a través de les unitats administratives, centres de producció, exhibició i formació artística que depenen del Ministeri de Cultura i Esport. Desenvolupa la política de foment i d'exhibició, tant a Espanya com a l'estranger, de les Arts Escèniques i de la Música. Està en permanent col·laboració amb les Comunitats Autònomes, el Ministeri d'Afers Exteriors, Unió Europea i Cooperació d'Espanya i altres departaments del Ministeri de Cultura i Esport. Finalment, distribueix ajudes per a projectes de producció, exhibició i gires nacionals i internacionals que l'INAEM realitza cada any.

## Unitats de Producció

### Sales
- Auditori Nacional de Música de Madrid (ANM)
- Teatro de la Zarzuela (TZ)

### Dansa
- Ballet Nacional de España (BNE)
- Compañía Nacional de Danza (CND)

### Música
- Orquestra Nacional d'Espanya (ONE)
- Jove Orquestra Nacional d'Espanya (JONDE)
- Cor Nacional d'Espanya (CNE)
- Centre Nacional de Difusió Musical (CNDM)

### Teatre
- Centre Dramàtic Nacional (CDN)
- Companyia Nacional de Teatre Clàssic (CNTC)
- Museu Nacional del Teatre (MNT)

### Institucions
- Centre de Documentació Teatral (CDT)
- Centre de Documentació de Música i Dansa (CDMyD)
- Centre de Tecnologia de l'Espectacle (CTE)

## Organització
Els òrgans rectors són el President (que és el ministre) i el Director General. El Director general és nomenat per Reial Decret acordat pel Consell de Ministres a proposta del Ministre d'Educació i Cultura.
De la Direcció General en depenen: la Subdirecció General de Música i Dansa, la Subdirecció General de Teatre i l'Ofiicna de Coordinació Artística.

## Llista de Directors generals
- José Manuel Garrido Guzmán (1985-1989)
- Adolfo Marsillach Soriano (1989-1990)
- Juan Francisco Marco Conchillo (1990-1995)
- Elena Posa Farras (1995-1996)
- Tomás Marco Aragón (1996-1999)
- Andrés Ruiz Tarazona (1999-2000)
- Andrés Amorós Guardiola (2000-2004)
- José Antonio Campos Borrego (2004-2007)
- Juan Carlos Marset Fernández (2007-2009)
- Félix Palomero González (2008-2012)
- Miguel Ángel Recio Crespo (2012-2014)
- Montserrat Iglesias Santos (2014-2018)
- Amaya de Miguel Toral (2018-2022)
- Joan Francesc Marco Conchillo (2022-2024)
- María Paz Santa-Cecilia Aristu (2024-)